# Breckinridge Center
Breckinridge Center é uma Região censo-designada localizada no estado americano de Kentucky, no Condado de Union.

## Demografia
Segundo o censo americano de 2000, a sua população era de 1874 habitantes.

## Geografia
De acordo com o United States Census Bureau tem uma área de 
14,5 km², dos quais 14,5 km² cobertos por terra e 0,0 km² cobertos por água.

## Localidades na vizinhança
O diagrama seguinte representa as localidades num raio de 20 km ao redor de Breckinridge Center. 